# UHF-kanaalindeling

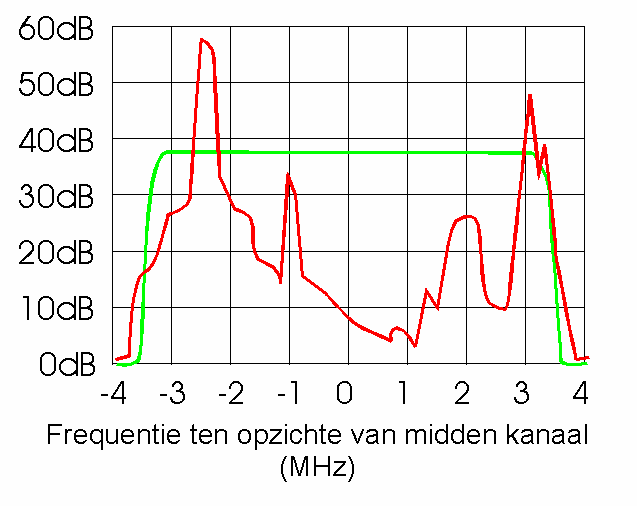
Frequentiespectrum binnen televisiekanaal, Rood : analoog signaal, op -2,75 MHz beelddraagolf, op +1,68 MHz kleurinformatie, op +2,75 MHz geluid Groen : DVB-T signaal

Voor uitzending van omroepsignalen via de ether zijn in Europees verband vaste frequenties afgesproken. Voor tv-signalen zijn sinds de jaren vijftig van de twintigste eeuw de kanalen 2, 3, en 4 (omroepband I, 47 MHz tot 68 MHz) en 5 tot en met 11 (band III 174 MHz tot 223 MHz) in gebruik. In de jaren zestig zijn daar de kanalen 21 tot en met 69 aan toegevoegd (band IV en V, 470 MHz tot 862 MHz).
In Nederland worden alleen band IV en V nog gebruikt voor het doorgeven van digitale televisie uitzendingen via de ether.
De bij de UHF-kanalen behorende frequentiebanden zijn in onderstaande tabel weergegeven. In tegenstelling tot de eerdere analoge tv-signalen, waarin beeld en geluid afzonderlijk maar wel binnen een kanaal werden uitgezonden, wordt bij DVB-T signalen de gehele bandbreedte gebruikt voor het overzenden van de gecodeerde beeld en geluidssignalen, waarbij meerdere radio- en tv-programma's binnen de bandbreedte van één kanaal worden verzonden.
Kanaal 38 (606-614 MHz) wordt niet voor omroepdoeleinden gebruikt, maar is gereserveerd voor navigatie respectievelijk radio-astronomie.
In veel DVB-T ontvangers moet als frequentie de frequentie die precies tussen de onder- en bovengrens ligt ingevoerd worden. Voor kanaal 21 is dat bijvoorbeeld (470 + 478) / 2 = 474 MHz.
| Kanaal | Ondergrens (MHz) | Bovengrens (MHz) |  | Kanaal | Ondergrens (MHz) | Bovengrens (MHz) |  | Kanaal | Ondergrens (MHz) | Bovengrens (MHz) |
| ------ | ---------------- | ---------------- |  | ------ | ---------------- | ---------------- |  | ------ | ---------------- | ---------------- |
| 21     | 470              | 478              |  | 39     | 614              | 622              |  | 55     | 742              | 750              |
| 22     | 478              | 486              |  | 40     | 622              | 630              |  | 56     | 750              | 758              |
| 23     | 486              | 494              |  | 41     | 630              | 638              |  | 57     | 758              | 766              |
| 24     | 494              | 502              |  | 42     | 638              | 646              |  | 58     | 766              | 774              |
| 25     | 502              | 510              |  | 43     | 646              | 654              |  | 59     | 774              | 782              |
| 26     | 510              | 518              |  | 44     | 654              | 662              |  | 60     | 782              | 790              |
| 27     | 518              | 526              |  | 45     | 662              | 670              |  | 61     | 790              | 798              |
| 28     | 526              | 534              |  | 46     | 670              | 678              |  | 62     | 798              | 806              |
| 29     | 534              | 542              |  | 47     | 678              | 686              |  | 63     | 806              | 814              |
| 30     | 542              | 550              |  | 48     | 686              | 694              |  | 64     | 814              | 822              |
| 31     | 550              | 558              |  | 49     | 694              | 702              |  | 65     | 822              | 830              |
| 32     | 558              | 566              |  | 50     | 702              | 710              |  | 66     | 830              | 838              |
| 33     | 566              | 574              |  | 51     | 710              | 718              |  | 67     | 838              | 846              |
| 34     | 574              | 582              |  | 52     | 718              | 726              |  | 68     | 846              | 854              |
| 35     | 582              | 590              |  | 53     | 726              | 734              |  | 69     | 854              | 862              |
| 37     | 598              | 606              |  | 54     | 734              | 742              |  |        |                  |                  |